# Invasion (Magic: The Gathering)
Invasion – dodatek do kolekcjonerskiej gry karcianej - Magic: the Gathering. Wydany został we wrześniu 2000 roku jako pierwszy dodatek w bloku Invasion. Uczestnicy imprez przedpremierowych otrzymywali specjalnie na tę okazję przygotowane, foliowane karty promocyjne Raging Kavu wydane w łacinie.

## Fabuła dodatku
Planeswalker (Pol. Wędrujący) Urza wyrusza z Gerrardem Capashen oraz załogą Weatherlight by powstrzymać inwazję Phyrexian  (hybryd stworzonych z połączenia żywego ciała i maszyn), na Dominarię. Przywódcą stojącym za tym atakiem jest demoniczna istota posługująca się czarną maną, Yawgmoth.

## Tematyka
Invasion wprowadza wiele nowych kart w dwóch i więcej kolorach, oraz promuje granie taliami złożonymi z kilku kolorów. Wprowadza też nowe rozwiązanie w postaci kart "Dzielonych" (Ang. Split) lub "Podwójnych". Karty te mają inny wygląd frontu, są odwrócone horyzontalnie w stosunku do pozostałych kart. Znajdują się na nich dwa miniaturowe wizerunki kart w dwóch kolorach, z dwoma różnymi kosztami mana. W zależności od tego który koszt zostaje zapłacony podczas zagrywania, dana część karty jest traktowana jako zagrana.
Wprowadzono również nową, pseudo-zdolność: Domain (oficjalnie rozwinięta w bloku Shards of Alara). Oparte na niej karty zyskiwały nowe zdolności lub właściwości w zależności od ilości kontrolowanych podtypów kart 'Basic Land' (Pol. Ląd Podstawowy).

## Zestawy Startowe
- Heavy Duty (Biało/Zielona)
- Dismissal  (Niebiesko/Czarna)
- Blowout (Czarno/Czerwona)
- Spectrum (Biało/Niebiesko/Czarno/Czerwono/Zielona)

## Mechaniki
- Kicker